# Liste der Orte im Landkreis Deggendorf
Die Liste der Orte im Landkreis Deggendorf listet die 851 amtlich benannten Gemeindeteile (Hauptorte, Kirchdörfer, Pfarrdörfer, Dörfer, Weiler und Einöden) im Landkreis Deggendorf auf.

## Systematische Liste
Alphabet der Städte und Gemeinden mit den zugehörigen Orten.
- Aholming mit 14 Gemeindeteilen:[2]
  - Pfarrdorf Aholming
  - Kirchdörfer Penzling und Tabertshausen
  - Dörfer Breitfeld, Isarau, Kühmoos, Neutiefenweg, Probstschwaig und Tabertshauserschwaig
  - Weiler Moosmühle, Schwarzwöhr und Thannet
  - Einöden Garnschwaig und Rauchschwaig

- Auerbach mit 45 Gemeindeteilen:[3]
  - Pfarrdorf Auerbach
  - Kirchdorf Loh
  - Dörfer Engolling, Kaltenbrunn, Mapferding, Oberauerbach, Obersteinhausen und Vorderherberg
  - Weiler Alperting, Berging, Birkenöd, Diederting, Diepoltstetten, Ernsting, Gödert, Hinterherberg, Hinterreit, Hitting, Hötzelsberg, Hundsberg, Obernbach, Prechhausen, Reiperding, Rothmühle, Schweinbach, Unternbach, Untersteinhausen, Utting, Vorderreit, Wainding und Zolling
  - Einöden Brand, Dicket, Einöd, Grubhof, Kohlhaus, Lukasöd, Obersteingrub, Schachten, Schattenberg, Schleifmühle, Steining, Untersteingrub, Zierberg und Zierbergau

- Außernzell mit 28 Gemeindeteilen:[4]
  - Pfarrdorf Außernzell
  - Dörfer Allharting, Außerrötzing, Engelreiching, Großmeicking, Gunzing, Kleinmeicking, Maign, Perling und Solla
  - Weiler Anzing, Atzing, Bösmaign, Daming, Gaißa, Gunterding, Irrach, Priefing, Ramperting, Schacha und Steinreut
  - Einöden Gaißamühle, Hartreut, Hochwurz, Hummelreut, Reiserhof, Schülerreut und Untergriesgraben

- Bernried mit 96 Gemeindeteilen:[5]
  - Pfarrdörfer Bernried und Edenstetten
  - Dörfer Adlwarting, Birket, Böbrach, Bremersbach, Buchetwies, Egg, Gmeinbühl, Grub, Hammet, Innenstetten, Kohlpoint, Krin, Leithen, Medernberg, Rindberg und Weibing
  - Weiler Außerirlach, Berghäuser, Birkacker, Buchet, Burgerin, Ebengasse, Eichbühl, Einberg, Elsenanger, Faßlehen, Hauptmannsgrub, Hochstraß, Hochzipfl, Hofstetten, Höslbach, Innerirlach, Jägerhaus, Kracklwies, Kräutert, Pitzen, Pommersberg, Rebling, Schneideried, Schrimpfhof, Staudachberg, Straßermühl, Sulzbach, Tradelsöhren, Unterkager, Weiherhaus, Willersbach, Windsteig und Zaunstadt
  - Einöden Amtsfleck, Bachl, Bergfeld, Berghof, Birgacker, Birkhof, Buchetberg, Eben, Ebenanger, Ebenberg, Eckhütt, Einberghäusl, Försterhaus, Fuchsberg, Genshirn, Giglberg, Graben, Grubhof, Hilling, Hundsruck, Irlach, Irlhof, Ketterlberg, Kleinböbrach, Kollstatt, Krackl, Luckaswies, Luhhof, Martinsgrub, Oberkager, Oberkanetsberg, Ödlehen, Rieth, Scheiblacker, Schloßtanet, Schneiderhäusl, Schocha, Schönpoint, Sendbühl, Sölden, Steinbühl, Thannberg, Unterkanetsberg, Waldhaus und Zellberg

- Buchhofen mit 6 Gemeindeteilen:[6]
  - Pfarrdörfer Buchhofen und Ottmaring
  - Dörfer Manndorf und Nindorf
  - Weiler Putting
  - Einöde Lindach

- Stadt Deggendorf mit 103 Gemeindeteilen:[7]
  - Hauptort Deggendorf
  - Pfarrdörfer Mietraching und Seebach
  - Kirchdörfer Deggenau, Greising und Rettenbach
  - Dörfer Breitenberg, Bruck, Eiberg, Eichberg, Einkind, Elmering, Fischerdorf, Frohnreut, Gailberg, Grillenberg, Großfilling, Großwalding, Hackermühle, Haslach, Kleineichberg, Kleinfilling, Leoprechtstein, Mietzing, Natternberg, Niederkandelbach, Oberdorf, Oberkandelbach, Parst, Paußing, Reinprechting, Ringelswies, Simmling, Stauffendorf, Tattenberg und Thannberg
  - Weiler Aletsberg, Bucha, Görgen, Graben, Grimming, Haidhof, Hain, Helming, Hintertausch, Hochstraß, Hub, Irlmoos, Itzling, Kleinwalding, Klotzing, Kobelsberg, Kohlberg, Kohlhof, Krösbach, Ledersberg, Lehmberg, Marienthal, Maxhofen, Mettenufer, Mühlberg, Oberer Mühlbogen, Oberglasschleife, Pumpenberg, Sandweg, Schalterbach, Scheidham, Schellenberg, Schleiberg, Schwemmberg, Thanhof, Ucking, Ufersbach, Weiher, Weinberg und Zwieslerbruck
  - Kloster Halbmeile
  - Anstalt Mainkofen
  - Einöden Baumgarten, Breitenbach, Bruckhof, Burgstall, Goldberg, Greisingerhochwald, Gschnaidt, Haidhäusl, Hochreut, Hofstetten, Konseehof, Kreut, Nest, Neumühle, Oberdippling, Oberfrohnreut, Obergrub, Oberperlasberg, Scheuering, Schluttenhof, Steinriesl, Unterdippling, Untergrub, Vordertausch und Waldschaid

- Grafling mit 37 Gemeindeteilen:[8]
  - Pfarrdorf Grafling
  - Kirchdorf Wühn
  - Dörfer Alberting, Arzting, Datting, Eidsberg, Endbogen, Großtiefenbach, Grub, Kleintiefenbach, Mühlen, Oberhirschberg, Oberprechhausen, Rohrmünz und Wühnried
  - Weiler Bergern, Diessenbach, Engelburgsried, Haidhof, Hochoberndorf, Hörpolding, Hundsruck, Mitterbühl, Oberried, Ottenberg, Petraching, Ulrichsberg, Unterhirschberg und Unterried
  - Einöden Burgholz, Giggenberg, Loderhart, Mitterhirschberg, Neumühle, Rohrmünzmühle und Unterprechhausen
  - sonstiger Ort Schwarzenberg

- Grattersdorf mit 36 Gemeindeteilen:[9]
  - Pfarrdorf Grattersdorf
  - Kirchdorf Roggersing
  - Dörfer Büchelstein, Ebenöd, Ernading, Gottsmannsdorf, Hatzenberg, Konrading, Liebmannsberg, Neufang, Oitzing, Renzling, Wangering, Weiking und Winsing
  - Weiler Bärnöd, Eiserding, Falkenacker, Frieberding, Furth, Furthmühle, Kerschbaum, Kralling, Lanzing, Lofering, Maging, Nabin, Oberaign, Spichting, Wannersdorf und Würzing
  - Einöden Friedenberg, Gern, Haselöd, Kreuzerhof und Reigersberg

- Markt Hengersberg mit 66 Gemeindeteilen:[10]
  - Hauptort Hengersberg
  - Pfarrdörfer Schwanenkirchen und Unterfrohnstetten
  - Kirchdorf Schwarzach
  - Dörfer Altenufer, Buch, Obersimbach, Reichersdorf, Viehdorf, Walmering und Zilling
  - Weiler Anzenberg, Boxbach, Eming, Erkerding, Eusching, Fronhofen, Grubmühle, Heiming, Hinterweinberg, Hörpling, Hub, Hütting, Kading, Killersberg, Klausberg, Manzing, Matzing, Mimming, Oberfrohnstetten, Oberreith, Rading, Reisach, Schlott, Sicking, Siederding, Siedersberg, Trainding, Unterellenbach, Unterreith, Untersimbach, Waltersdorf und Wessenhof
  - Einöden Brunnhaus, Edermaning, Erlachhof, Furth, Holzberg, Holzreut, Hörgolding, Hubmühle, Lapferding, Leebbergheim, Lichtenöd, Loh, Mutzenwinkl, Neulust, Nußberg, Oberanzenberg, Oberellenbach, Pfaffing, Ponau, Thannberg, Vorderweinberg, Weickering und Würzing

- Hunding mit 9 Gemeindeteilen:[11]
  - Pfarrdorf Hunding
  - Dörfer Kieflitz, Padling, Panholling, Rohrstetten, Sondorf und Zueding
  - Weiler Birkenöd und Gneisting

- Iggensbach mit 28 Gemeindeteilen:[12]
  - Pfarrdorf Iggensbach
  - Kirchdorf Schöllnstein
  - Dörfer Gschwendt, Gstein, Handlab, Haselleithen, Holling, Reichenbach und Sieberding
  - Weiler Ecking, Frommerding, Kopfsberg, Langenhart, Leithen, Mühlberg, Mühlholz, Oberrötzing, Reit, Schüssellehen, Westermaning und Wollmering
  - Einöden Binderberg, Degelreit, Eilberg, Felln, Haderbach, Kühholz und Ochsenweid

- Künzing mit 30 Gemeindeteilen:[13]
  - Pfarrdörfer Forsthart, Künzing und Wallerdorf
  - Kirchdorf Zeitlarn
  - Dörfer Bruck, Girching, Herzogau, Hub, Inkam, Kohlstatt, Langburg, Langkünzing, Mairing, Obernberg und Thannberg
  - Weiler Angerpoint, Asing, Dorf, Ebering, Reit, Reutholz und Unternberg
  - Einöden Dulling, Geinöd, Grund, Lindafeld, Lindahof, Loh, Piflitz und Weidenbach

- Lalling mit 18 Gemeindeteilen:[14]
  - Pfarrdorf Lalling
  - Dörfer Dösing, Durchfurth, Euschertsfurth, Kapfing, Kaußing, Ranzing, Ranzingerberg, Stritzling und Watzing
  - Weiler Datting, Durchfurtherschuß, Gerholling, Ginn, Urding und Woiding
  - Einöden Frohnmühl und Oisching

- Markt Metten mit 21 Gemeindeteilen:[15]
  - Hauptort Metten
  - Kirchdorf Berg
  - Dörfer Riedfeld und Untermettenwald
  - Weiler Hochweid, Hochwiese, Kleinberg, Lehmberg, Mettenbuch, Obermettenwald, Paulusberg, Randholz, Sandgrube, Uttobrunn und Zeitldorf
  - Einöden Frauenmühle, Hohenstein, Oberdachsbühl, Schleifmühle und Wimpassing
  - sonstiger Ort Kälberweid

- Moos mit 15 Gemeindeteilen:[16]
  - Pfarrdörfer Kurzenisarhofen und Moos
  - Dörfer Forstern, Gilsenöd, Langenisarhofen, Niederleiten, Obermoos und Sammern
  - Weiler Burgstall und Isarmünd
  - Einöden Blindmühl, Grieshaus, Kugelstatt, Maxmühle und Schmiedhof

- Niederalteich mit 2 Gemeindeteilen:[17]
  - Pfarrdorf Niederalteich
  - Einöde Gundlau

- Oberpöring mit 6 Gemeindeteilen:[18]
  - Kirchdörfer Niederpöring und Oberpöring
  - Dörfer Gneiding und Oberpöringermoos
  - Weiler Alttiefenweg
  - Wallfahrtskirche (-kapelle) Bürg

- Offenberg mit 39 Gemeindeteilen:[19]
  - Pfarrdorf Neuhausen
  - Kirchdörfer Aschenau und Buchberg
  - Dörfer Finsing, Hubing, Kapfelberg, Kleinschwarzach, Offenberg, Penzenried und Wolfstein
  - Weiler Dammersbach, Einöd, Friedrichsried, Fuchsbühl, Kronwinkling, Laubberg, Maiberg, Mösl, Nassau, Oberried, Pilling, Stegertswörth, Stimmberg, Unterried und Zieglstadl
  - Schloss Himmelberg
  - Einöden Arndorf, Edenau, Haidmühle, Harreck, Hartham, Hötzmann, Irlach, Laufmühle, Löchelsau, Prell, Runst, Weingarten und Wildenforst

- Stadt Osterhofen mit 66 Gemeindeteilen:[20]
  - Hauptort Osterhofen
  - Pfarrdörfer Aicha a.d.Donau, Altenmarkt, Galgweis, Gergweis, Kirchdorf b.Osterhofen, Thundorf, Willing und Wisselsing;
  - Kirchdörfer Arbing, Haardorf, Niedermünchsdorf und Obergessenbach
  - Dörfer Absdorf, Blaimberg, Endlau, Eschlbach, Glucking, Göttersdorf, Harbach, Haunpolding, Holzhäuser, Langenamming, Maging, Mühlham, Oberndorf, Raffelsdorf, Reisach, Ruckasing, Schmiedorf, Untergessenbach und Winklarn
  - Weiler Anning, Aurolfing, Gramling, Haid, Kapfing, Königsöd, Kuglstadt, Linzing, Mahd, Neuharbach, Neu-Wisselsing, Polkasing, Reut, Röslöd, Roßfelden, Schneipping, Schnelldorf, Viehhausen, Vierhöfen und Zainach
  - Einöden Arbing i.Feld, Bruderamming, Hitzenthal, Holzapfelöd, Käferling, Kälbermühl, Kasten, Klostermühl, Lahhof, Moos, Ottach, Pöschlöd, Werafing und Windhag

- Otzing mit 8 Gemeindeteilen:[21]
  - Pfarrdorf Otzing
  - Kirchdörfer Arndorf, Haunersdorf, Kleinweichs und Lailling
  - Weiler Asenhof, Eisenstorf und Reit

- Stadt Plattling mit 13 Gemeindeteilen:[22]
  - Hauptort Plattling
  - Kirchdörfer Höhenrain und Pielweichs
  - Dörfer Enchendorf, Enzkofen, Pankofen, Ringkofen und Schiltorn
  - Weiler Altholz, Holzschwaig, Rohr und Scheuer
  - Einöde Singerhof

- Schaufling mit 28 Gemeindeteilen:[23]
  - Pfarrdorf Schaufling
  - Dörfer Ensbach, Hainstetten, Klessing, Muckenthal, Nadling, Nemering, Penk, Rusel, Schützing, Sicking, Wotzmannsdorf und Wulreiching
  - Weiler Böhaming, Dietmannsberg, Edhof, Ensbachmühle, Ensmannsberg, Freiberg, Geßnach, Martinstetten, Ruselabsatz, Unterberg, Urlading und Wetzenbach
  - Anstalt Sanatorium a.Hausstein
  - Einöden Obernberg und Ragin

- Markt Schöllnach mit 61 Gemeindeteilen:[24]
  - Hauptort Schöllnach
  - Pfarrdorf Riggerding
  - Dörfer Bradlberg, Daxstein, Emming, Englfing, Herrnholz, Hilkering, Hof, Lehenreut, Lohholz, Oblfing, Ölberg, Poppenberg, Reit, Rieden, Schuhreuth, Simmetsreut, Taiding, Tiefendobl, Trupolding und Vorading
  - Weiler Adlmaning, Arbing, Birnbaum, Dingstetten, Geßling, Hinding, Kollmering, Lehen, Leutzing, Mahd, Neuhofen, Obergriesgraben, Oh, Oitzing, Predling, Reindobl, Schuttholz, Schwanenreit, Steinach, Straching, Thann, Weißenstein und Wiesenberg
  - Einöden Aubermühle, Brumbach, Gaichet, Glashausen, Haidhof, Heitzing, Ilgering, Jetzing, Kleibhof, Kleibmühle, Prünst, Prünstmühle, Reitberg, Rothedern, Säcklmühle und Schachen

- Stephansposching mit 20 Gemeindeteilen:[25]
  - Pfarrdörfer Michaelsbuch und Stephansposching
  - Kirchdörfer Bergham, Loh, Rottenmann, Rottersdorf, Steinkirchen und Uttenhofen
  - Dörfer Fehmbach, Freundorf, Hettenkofen, Sautorn, Steinfürth, Uttenkofen und Wischlburg
  - Weiler Hankhof, Schaidham, Wappersdorf und Wolferskofen
  - Einöde Friesendorf

- Wallerfing mit 18 Gemeindeteilen:[26]
  - Pfarrdorf Ramsdorf
  - Kirchdörfer Bachling, Neusling und Wallerfing
  - Dörfer Herblfing, Kolling und Neubachling
  - Weiler Bamling, Einöden, Hansöd, Hasreit, Oberviehhausen und Reitberg
  - Einöden Ammersöd, Englöd, Hacklöd, Hirlöd und Lain

- Markt Winzer mit 39 Gemeindeteilen:[27]
  - Hauptort Winzer
  - Pfarrdorf Neßlbach
  - Kirchdorf Flintsbach
  - Dörfer Au, Bergham, Dobl, Gries, Hinterreckenberg, Iggstetten, Mitterndorf, Pledl, Rickering, Sattling und Vorderreckenberg
  - Weiler Aichet, Gipfelsberg, Goßersdorf, Gotzelsberg, Grafenhölzl, Langenhardt, Loh, Matzing, Mühlau, Reckendorf, Sandten, Weghof und Weinberg
  - Einöden Brand, Deglwies, Edt, Frauenholz, Hardt, Höhenberg, Klaffering, Kurzenhardt, Schmierlsberg, Staudach, Thannholz und Unterholzen

## Alphabetische Liste
In Fettschrift erscheinen die Orte, die namengebend für die Gemeinde sind.

### A
- Absdorf zu Osterhofen
- Adlmaning zu Schöllnach
- Adlwarting zu Bernried
- Aholming
- Aicha an der Donau zu Osterhofen
- Aichet zu Winzer
- Alberting zu Grafling
- Aletsberg zu Deggendorf
- Allharting zu Außernzell
- Alperting zu Auerbach
- Altenmarkt zu Osterhofen
- Altenufer zu Hengersberg
- Altholz zu Plattling
- Alttiefenweg zu Oberpöring
- Ammersöd zu Wallerfing
- Amtsfleck zu Bernried
- Angerpoint zu Künzing
- Anning zu Osterhofen
- Anzenberg zu Hengersberg
- Anzing zu Außernzell
- Arbing zu Osterhofen
- Arbing zu Schöllnach
- Arbing im Feld zu Osterhofen
- Arndorf zu Offenberg
- Arndorf zu Otzing
- Arzting zu Grafling
- Aschenau zu Offenberg
- Asenhof zu Otzing
- Asing zu Künzing
- Atzing zu Außernzell
- Au zu Winzer
- Aubermühle zu Schöllnach
- Auerbach
- Aurolfing zu Osterhofen
- Außerirlach zu Bernried
- Außernzell
- Außerrötzing zu Außernzell

↑ Zurück zum Inhaltsverzeichnis

### B
- Bachl zu Bernried
- Bachling zu Wallerfing
- Bamling zu Wallerfing
- Bärnöd zu Grattersdorf
- Baumgarten zu Deggendorf
- Berg zu Metten
- Bergern zu Grafling
- Bergfeld zu Bernried
- Bergham zu Stephansposching
- Bergham zu Winzer
- Berghäuser zu Bernried
- Berghof zu Bernried
- Berging zu Auerbach
- Bernried
- Binderberg zu Iggensbach
- Birgacker zu Bernried
- Birkacker zu Bernried
- Birkenöd zu Auerbach
- Birkenöd zu Hunding
- Birket zu Bernried
- Birkhof zu Bernried
- Birnbaum zu Schöllnach
- Blaimberg zu Osterhofen
- Blindmühl zu Moos
- Böbrach zu Bernried
- Böhaming zu Schaufling
- Bösmaign zu Außernzell
- Boxbach zu Hengersberg
- Bradlberg zu Schöllnach
- Brand zu Auerbach
- Brand zu Winzer
- Breitenbach zu Deggendorf
- Breitenberg zu Deggendorf
- Breitfeld zu Aholming
- Bremersbach zu Bernried
- Bruck zu Deggendorf
- Bruck zu Künzing
- Bruckhof zu Deggendorf
- Bruderamming zu Osterhofen
- Brumbach zu Schöllnach
- Brunnhaus zu Hengersberg
- Buch zu Hengersberg
- Bucha zu Deggendorf
- Buchberg zu Offenberg
- Büchelstein zu Grattersdorf
- Buchet zu Bernried
- Buchetberg zu Bernried
- Buchetwies zu Bernried
- Buchhofen
- Bürg zu Oberpöring
- Burgerin zu Bernried
- Burgholz zu Grafling
- Burgstall zu Deggendorf
- Burgstall zu Moos

↑ Zurück zum Inhaltsverzeichnis

### D
- Daming zu Außernzell
- Dammersbach zu Offenberg
- Datting zu Grafling
- Datting zu Lalling
- Daxstein zu Schöllnach
- Degelreit zu Iggensbach
- Deggenau zu Deggendorf
- Deggendorf
- Deglwies zu Winzer
- Dicket zu Auerbach
- Diederting zu Auerbach
- Diepoltstetten zu Auerbach
- Diessenbach zu Grafling
- Dietmannsberg zu Schaufling
- Dingstetten zu Schöllnach
- Dobl zu Winzer
- Dorf zu Künzing
- Dösing zu Lalling
- Dulling zu Künzing
- Durchfurth zu Lalling
- Durchfurtherschuß zu Lalling

↑ Zurück zum Inhaltsverzeichnis

### E
- Eben zu Bernried
- Ebenanger zu Bernried
- Ebenberg zu Bernried
- Ebengasse zu Bernried
- Ebenöd zu Grattersdorf
- Ebering zu Künzing
- Eckhütt zu Bernried
- Ecking zu Iggensbach
- Edenau zu Offenberg
- Edenstetten zu Bernried
- Edermaning zu Hengersberg
- Edhof zu Schaufling
- Edt zu Winzer
- Egg zu Bernried
- Eiberg zu Deggendorf
- Eichberg zu Deggendorf
- Eichbühl zu Bernried
- Eidsberg zu Grafling
- Eilberg zu Iggensbach
- Einberg zu Bernried
- Einberghäusl zu Bernried
- Einkind zu Deggendorf
- Einöd zu Auerbach
- Einöd zu Offenberg
- Einöden zu Wallerfing
- Eisenstorf zu Otzing
- Eiserding zu Grattersdorf
- Elmering zu Deggendorf
- Elsenanger zu Bernried
- Eming zu Hengersberg
- Emming zu Schöllnach
- Enchendorf zu Plattling
- Endbogen zu Grafling
- Endlau zu Osterhofen
- Engelburgsried zu Grafling
- Engelreiching zu Außernzell
- Englfing zu Schöllnach
- Englöd zu Wallerfing
- Engolling zu Auerbach
- Ensbach zu Schaufling
- Ensbachmühle zu Schaufling
- Ensmannsberg zu Schaufling
- Enzkofen zu Plattling
- Erkerding zu Hengersberg
- Erlachhof zu Hengersberg
- Ernading zu Grattersdorf
- Ernsting zu Auerbach
- Eschlbach zu Osterhofen
- Euschertsfurth zu Lalling
- Eusching zu Hengersberg

↑ Zurück zum Inhaltsverzeichnis

### F
- Falkenacker zu Grattersdorf
- Faßlehen zu Bernried
- Fehmbach zu Stephansposching
- Felln zu Iggensbach
- Finsing zu Offenberg
- Fischerdorf zu Deggendorf
- Flintsbach zu Winzer
- Försterhaus zu Bernried
- Forstern zu Moos
- Forsthart zu Künzing
- Frauenholz zu Winzer
- Frauenmühle zu Metten
- Freiberg zu Schaufling
- Freundorf zu Stephansposching
- Frieberding zu Grattersdorf
- Friedenberg zu Grattersdorf
- Friedrichsried zu Offenberg
- Friesendorf zu Stephansposching
- Frohnmühl zu Lalling
- Frohnreut zu Deggendorf
- Frommerding zu Iggensbach
- Fronhofen zu Hengersberg
- Fuchsberg zu Bernried
- Fuchsbühl zu Offenberg
- Furth zu Grattersdorf
- Furth zu Hengersberg
- Furthmühle zu Grattersdorf

↑ Zurück zum Inhaltsverzeichnis

### G
- Gaichet zu Schöllnach
- Gailberg zu Deggendorf
- Gaißa zu Außernzell
- Gaißamühle zu Außernzell
- Galgweis zu Osterhofen
- Garnschwaig zu Aholming
- Geinöd zu Künzing
- Genshirn zu Bernried
- Gergweis zu Osterhofen
- Gerholling zu Lalling
- Gern zu Grattersdorf
- Geßling zu Schöllnach
- Geßnach zu Schaufling
- Giggenberg zu Grafling
- Giglberg zu Bernried
- Gilsenöd zu Moos
- Ginn zu Lalling
- Gipfelsberg zu Winzer
- Girching zu Künzing
- Glashausen zu Schöllnach
- Glucking zu Osterhofen
- Gmeinbühl zu Bernried
- Gneiding zu Oberpöring
- Gneisting zu Hunding
- Gödert zu Auerbach
- Goldberg zu Deggendorf
- Görgen zu Deggendorf
- Goßersdorf zu Winzer
- Göttersdorf zu Osterhofen
- Gottsmannsdorf zu Grattersdorf
- Gotzelsberg zu Winzer
- Graben zu Bernried
- Graben zu Deggendorf
- Grafenhölzl zu Winzer
- Grafling
- Gramling zu Osterhofen
- Grattersdorf
- Greising zu Deggendorf
- Greisingerhochwald zu Deggendorf
- Gries zu Winzer
- Grieshaus zu Moos
- Grillenberg zu Deggendorf
- Grimming zu Deggendorf
- Großfilling zu Deggendorf
- Großmeicking zu Außernzell
- Großtiefenbach zu Grafling
- Großwalding zu Deggendorf
- Grub zu Bernried
- Grub zu Grafling
- Grubhof zu Auerbach
- Grubhof zu Bernried
- Grubmühle zu Hengersberg
- Grund zu Künzing
- Gschnaidt zu Deggendorf
- Gschwendt zu Iggensbach
- Gstein zu Iggensbach
- Gundlau zu Niederalteich
- Gunterding zu Außernzell
- Gunzing zu Außernzell

↑ Zurück zum Inhaltsverzeichnis

### H
- Haardorf zu Osterhofen
- Hackermühle zu Deggendorf
- Hacklöd zu Wallerfing
- Haderbach zu Iggensbach
- Haid zu Osterhofen
- Haidhäusl zu Deggendorf
- Haidhof zu Deggendorf
- Haidhof zu Grafling
- Haidhof zu Schöllnach
- Haidmühle zu Offenberg
- Hain zu Deggendorf
- Hainstetten zu Schaufling
- Halbmeile zu Deggendorf
- Hammet zu Bernried
- Handlab zu Iggensbach
- Hankhof zu Stephansposching
- Hansöd zu Wallerfing
- Harbach zu Osterhofen
- Hardt zu Winzer
- Harreck zu Offenberg
- Hartham zu Offenberg
- Hartreut zu Außernzell
- Haselleithen zu Iggensbach
- Haselöd zu Grattersdorf
- Haslach zu Deggendorf
- Hasreit zu Wallerfing
- Hatzenberg zu Grattersdorf
- Haunersdorf zu Otzing
- Haunpolding zu Osterhofen
- Hauptmannsgrub zu Bernried
- Heiming zu Hengersberg
- Heitzing zu Schöllnach
- Helming zu Deggendorf
- Hengersberg
- Herblfing zu Wallerfing
- Herrnholz zu Schöllnach
- Herzogau zu Künzing
- Hettenkofen zu Stephansposching
- Hilkering zu Schöllnach
- Hilling zu Bernried
- Himmelberg zu Offenberg
- Hinding zu Schöllnach
- Hinterherberg zu Auerbach
- Hinterreckenberg zu Winzer
- Hinterreit zu Auerbach
- Hintertausch zu Deggendorf
- Hinterweinberg zu Hengersberg
- Hirlöd zu Wallerfing
- Hitting zu Auerbach
- Hitzenthal zu Osterhofen
- Hochoberndorf zu Grafling
- Hochreut zu Deggendorf
- Hochstraß zu Bernried
- Hochstraß zu Deggendorf
- Hochweid zu Metten
- Hochwiese zu Metten
- Hochwurz zu Außernzell
- Hochzipfl zu Bernried
- Hof zu Schöllnach
- Hofstetten zu Bernried
- Hofstetten zu Deggendorf
- Höhenberg zu Winzer
- Höhenrain zu Plattling
- Hohenstein zu Metten
- Holling zu Iggensbach
- Holzapfelöd zu Osterhofen
- Holzberg zu Hengersberg
- Holzhäuser zu Osterhofen
- Holzreut zu Hengersberg
- Holzschwaig zu Plattling
- Hörgolding zu Hengersberg
- Hörpling zu Hengersberg
- Hörpolding zu Grafling
- Höslbach zu Bernried
- Hötzelsberg zu Auerbach
- Hötzmann zu Offenberg
- Hub zu Deggendorf
- Hub zu Hengersberg
- Hub zu Künzing
- Hubing zu Offenberg
- Hubmühle zu Hengersberg
- Hummelreut zu Außernzell
- Hunding
- Hundsberg zu Auerbach
- Hundsruck zu Bernried
- Hundsruck zu Grafling
- Hütting zu Hengersberg

↑ Zurück zum Inhaltsverzeichnis

### I
- Iggensbach
- Iggstetten zu Winzer
- Ilgering zu Schöllnach
- Inkam zu Künzing
- Innenstetten zu Bernried
- Innerirlach zu Bernried
- Irlach zu Bernried
- Irlach zu Offenberg
- Irlhof zu Bernried
- Irlmoos zu Deggendorf
- Irrach zu Außernzell
- Isarau zu Aholming
- Isarmünd zu Moos
- Itzling zu Deggendorf

↑ Zurück zum Inhaltsverzeichnis

### J
- Jägerhaus zu Bernried
- Jetzing zu Schöllnach

↑ Zurück zum Inhaltsverzeichnis

### K
- Kading zu Hengersberg
- Käferling zu Osterhofen
- Kälbermühl zu Osterhofen
- Kälberweid zu Metten
- Kaltenbrunn zu Auerbach
- Kapfelberg zu Offenberg
- Kapfing zu Lalling
- Kapfing zu Osterhofen
- Kasten zu Osterhofen
- Kaußing zu Lalling
- Kerschbaum zu Grattersdorf
- Ketterlberg zu Bernried
- Kieflitz zu Hunding
- Killersberg zu Hengersberg
- Kirchdorf bei Osterhofen zu Osterhofen
- Klaffering zu Winzer
- Klausberg zu Hengersberg
- Kleibhof zu Schöllnach
- Kleibmühle zu Schöllnach
- Kleinberg zu Metten
- Kleinböbrach zu Bernried
- Kleineichberg zu Deggendorf
- Kleinfilling zu Deggendorf
- Kleinmeicking zu Außernzell
- Kleinschwarzach zu Offenberg
- Kleintiefenbach zu Grafling
- Kleinwalding zu Deggendorf
- Kleinweichs zu Otzing
- Klessing zu Schaufling
- Klostermühl zu Osterhofen
- Klotzing zu Deggendorf
- Kobelsberg zu Deggendorf
- Kohlberg zu Deggendorf
- Kohlhaus zu Auerbach
- Kohlhof zu Deggendorf
- Kohlpoint zu Bernried
- Kohlstatt zu Künzing
- Kolling zu Wallerfing
- Kollmering zu Schöllnach
- Kollstatt zu Bernried
- Königsöd zu Osterhofen
- Konrading zu Grattersdorf
- Konseehof zu Deggendorf
- Kopfsberg zu Iggensbach
- Krackl zu Bernried
- Kracklwies zu Bernried
- Kralling zu Grattersdorf
- Kräutert zu Bernried
- Kreut zu Deggendorf
- Kreuzerhof zu Grattersdorf
- Krin zu Bernried
- Kronwinkling zu Offenberg
- Krösbach zu Deggendorf
- Kugelstatt zu Moos
- Kuglstadt zu Osterhofen
- Kühholz zu Iggensbach
- Kühmoos zu Aholming
- Künzing
- Kurzenhardt zu Winzer
- Kurzenisarhofen zu Moos

↑ Zurück zum Inhaltsverzeichnis

### L
- Lahhof zu Osterhofen
- Lailling zu Otzing
- Lain zu Wallerfing
- Lalling
- Langburg zu Künzing
- Langenamming zu Osterhofen
- Langenhardt zu Winzer
- Langenhart zu Iggensbach
- Langenisarhofen zu Moos
- Langkünzing zu Künzing
- Lanzing zu Grattersdorf
- Lapferding zu Hengersberg
- Laubberg zu Offenberg
- Laufmühle zu Offenberg
- Ledersberg zu Deggendorf
- Leebbergheim zu Hengersberg
- Lehen zu Schöllnach
- Lehenreut zu Schöllnach
- Lehmberg zu Deggendorf
- Lehmberg zu Metten
- Leithen zu Bernried
- Leithen zu Iggensbach
- Leoprechtstein zu Deggendorf
- Leutzing zu Schöllnach
- Lichtenöd zu Hengersberg
- Liebmannsberg zu Grattersdorf
- Lindach zu Buchhofen
- Lindafeld zu Künzing
- Lindahof zu Künzing
- Linzing zu Osterhofen
- Löchelsau zu Offenberg
- Loderhart zu Grafling
- Lofering zu Grattersdorf
- Loh zu Auerbach
- Loh zu Hengersberg
- Loh zu Künzing
- Loh zu Stephansposching
- Loh zu Winzer
- Lohholz zu Schöllnach
- Luckaswies zu Bernried
- Luhhof zu Bernried
- Lukasöd zu Auerbach

↑ Zurück zum Inhaltsverzeichnis

### M
- Maging zu Grattersdorf
- Maging zu Osterhofen
- Mahd zu Osterhofen
- Mahd zu Schöllnach
- Maiberg zu Offenberg
- Maign zu Außernzell
- Mainkofen zu Deggendorf
- Mairing zu Künzing
- Manndorf zu Buchhofen
- Manzing zu Hengersberg
- Mapferding zu Auerbach
- Marienthal zu Deggendorf
- Martinsgrub zu Bernried
- Martinstetten zu Schaufling
- Matzing zu Hengersberg
- Matzing zu Winzer
- Maxhofen zu Deggendorf
- Maxmühle zu Moos
- Medernberg zu Bernried
- Metten
- Mettenbuch zu Metten
- Mettenufer zu Deggendorf
- Michaelsbuch zu Stephansposching
- Mietraching zu Deggendorf
- Mietzing zu Deggendorf
- Mimming zu Hengersberg
- Mitterbühl zu Grafling
- Mitterhirschberg zu Grafling
- Mitterndorf zu Winzer
- Moos
- Moos zu Osterhofen
- Moosmühle zu Aholming
- Mösl zu Offenberg
- Muckenthal zu Schaufling
- Mühlau zu Winzer
- Mühlberg zu Deggendorf
- Mühlberg zu Iggensbach
- Mühlen zu Grafling
- Mühlham zu Osterhofen
- Mühlholz zu Iggensbach
- Mutzenwinkl zu Hengersberg

↑ Zurück zum Inhaltsverzeichnis

### N
- Nabin zu Grattersdorf
- Nadling zu Schaufling
- Nassau zu Offenberg
- Natternberg zu Deggendorf
- Nemering zu Schaufling
- Neßlbach zu Winzer
- Nest zu Deggendorf
- Neubachling zu Wallerfing
- Neufang zu Grattersdorf
- Neuharbach zu Osterhofen
- Neuhausen zu Offenberg
- Neuhofen zu Schöllnach
- Neulust zu Hengersberg
- Neumühle zu Deggendorf
- Neumühle zu Grafling
- Neusling zu Wallerfing
- Neutiefenweg zu Aholming
- Neu-Wisselsing zu Osterhofen
- Niederalteich
- Niederkandelbach zu Deggendorf
- Niederleiten zu Moos
- Niedermünchsdorf zu Osterhofen
- Niederpöring zu Oberpöring
- Nindorf zu Buchhofen
- Nußberg zu Hengersberg

↑ Zurück zum Inhaltsverzeichnis

### O
- Oberaign zu Grattersdorf
- Oberanzenberg zu Hengersberg
- Oberauerbach zu Auerbach
- Oberdachsbühl zu Metten
- Oberdippling zu Deggendorf
- Oberdorf zu Deggendorf
- Oberellenbach zu Hengersberg
- Oberer Mühlbogen zu Deggendorf
- Oberfrohnreut zu Deggendorf
- Oberfrohnstetten zu Hengersberg
- Obergessenbach zu Osterhofen
- Oberglasschleife zu Deggendorf
- Obergriesgraben zu Schöllnach
- Obergrub zu Deggendorf
- Oberhirschberg zu Grafling
- Oberkager zu Bernried
- Oberkandelbach zu Deggendorf
- Oberkanetsberg zu Bernried
- Obermettenwald zu Metten
- Obermoos zu Moos
- Obernbach zu Auerbach
- Obernberg zu Künzing
- Oberndorf zu Osterhofen
- Oberperlasberg zu Deggendorf
- Oberpöring
- Oberpöringermoos zu Oberpöring
- Oberprechhausen zu Grafling
- Oberreith zu Hengersberg
- Oberried zu Grafling
- Oberried zu Offenberg
- Oberrötzing zu Iggensbach
- Obersimbach zu Hengersberg
- Obersteingrub zu Auerbach
- Obersteinhausen zu Auerbach
- Oberviehhausen zu Wallerfing
- Oblfing zu Schöllnach
- Ochsenweid zu Iggensbach
- Ödlehen zu Bernried
- Offenberg
- Oh zu Schöllnach
- Oisching zu Lalling
- Oitzing zu Grattersdorf
- Oitzing zu Schöllnach
- Ölberg zu Schöllnach
- Osterhofen
- Ottach zu Osterhofen
- Ottenberg zu Grafling
- Ottmaring zu Buchhofen
- Otzing

↑ Zurück zum Inhaltsverzeichnis

### P
- Padling zu Hunding
- Panholling zu Hunding
- Pankofen zu Plattling
- Parst zu Deggendorf
- Paulusberg zu Metten
- Paußing zu Deggendorf
- Penk zu Schaufling
- Penzenried zu Offenberg
- Penzling zu Aholming
- Perling zu Außernzell
- Petraching zu Grafling
- Pfaffing zu Hengersberg
- Pielweichs zu Plattling
- Piflitz zu Künzing
- Pilling zu Offenberg
- Pitzen zu Bernried
- Plattling
- Pledl zu Winzer
- Polkasing zu Osterhofen
- Pommersberg zu Bernried
- Ponau zu Hengersberg
- Poppenberg zu Schöllnach
- Pöschlöd zu Osterhofen
- Prechhausen zu Auerbach
- Predling zu Schöllnach
- Prell zu Offenberg
- Priefing zu Außernzell
- Probstschwaig zu Aholming
- Prünst zu Schöllnach
- Prünstmühle zu Schöllnach
- Pumpenberg zu Deggendorf
- Putting zu Buchhofen

↑ Zurück zum Inhaltsverzeichnis

### R
- Rading zu Hengersberg
- Raffelsdorf zu Osterhofen
- Ragin zu Schaufling
- Ramperting zu Außernzell
- Ramsdorf zu Wallerfing
- Randholz zu Metten
- Ranzing zu Lalling
- Ranzingerberg zu Lalling
- Rauchschwaig zu Aholming
- Rebling zu Bernried
- Reckendorf zu Winzer
- Reichenbach zu Iggensbach
- Reichersdorf zu Hengersberg
- Reigersberg zu Grattersdorf
- Reindobl zu Schöllnach
- Reinprechting zu Deggendorf
- Reiperding zu Auerbach
- Reisach zu Hengersberg
- Reisach zu Osterhofen
- Reiserhof zu Außernzell
- Reit zu Iggensbach
- Reit zu Künzing
- Reit zu Otzing
- Reit zu Schöllnach
- Reitberg zu Schöllnach
- Reitberg zu Wallerfing
- Renzling zu Grattersdorf
- Rettenbach zu Deggendorf
- Reut zu Osterhofen
- Reutholz zu Künzing
- Rickering zu Winzer
- Rieden zu Schöllnach
- Riedfeld zu Metten
- Rieth zu Bernried
- Riggerding zu Schöllnach
- Rindberg zu Bernried
- Ringelswies zu Deggendorf
- Ringkofen zu Plattling
- Roggersing zu Grattersdorf
- Rohr zu Plattling
- Rohrmünz zu Grafling
- Rohrmünzmühle zu Grafling
- Rohrstetten zu Hunding
- Röslöd zu Osterhofen
- Roßfelden zu Osterhofen
- Rothedern zu Schöllnach
- Rothmühle zu Auerbach
- Rottenmann zu Stephansposching
- Rottersdorf zu Stephansposching
- Ruckasing zu Osterhofen
- Runst zu Offenberg
- Rusel zu Schaufling
- Ruselabsatz zu Schaufling

↑ Zurück zum Inhaltsverzeichnis

### S
- Säcklmühle zu Schöllnach
- Sammern zu Moos
- Sanatorium am Hausstein zu Schaufling
- Sandgrube zu Metten
- Sandten zu Winzer
- Sandweg zu Deggendorf
- Sattling zu Winzer
- Sautorn zu Stephansposching
- Schacha zu Außernzell
- Schachen zu Schöllnach
- Schachten zu Auerbach
- Schaidham zu Stephansposching
- Schalterbach zu Deggendorf
- Schattenberg zu Auerbach
- Schaufling
- Scheiblacker zu Bernried
- Scheidham zu Deggendorf
- Schellenberg zu Deggendorf
- Scheuer zu Plattling
- Scheuering zu Deggendorf
- Schiltorn zu Plattling
- Schleiberg zu Deggendorf
- Schleifmühle zu Auerbach
- Schleifmühle zu Metten
- Schloßtanet zu Bernried
- Schlott zu Hengersberg
- Schluttenhof zu Deggendorf
- Schmiedhof zu Moos
- Schmiedorf zu Osterhofen
- Schmierlsberg zu Winzer
- Schneiderhäusl zu Bernried
- Schneideried zu Bernried
- Schneipping zu Osterhofen
- Schnelldorf zu Osterhofen
- Schocha zu Bernried
- Schöllnach
- Schöllnstein zu Iggensbach
- Schönpoint zu Bernried
- Schrimpfhof zu Bernried
- Schuhreuth zu Schöllnach
- Schülerreut zu Außernzell
- Schüssellehen zu Iggensbach
- Schuttholz zu Schöllnach
- Schützing zu Schaufling
- Schwanenkirchen zu Hengersberg
- Schwanenreit zu Schöllnach
- Schwarzach zu Hengersberg
- Schwarzenberg zu Grafling
- Schwarzwöhr zu Aholming
- Schweinbach zu Auerbach
- Schwemmberg zu Deggendorf
- Seebach zu Deggendorf
- Sendbühl zu Bernried
- Sicking zu Hengersberg
- Sicking zu Schaufling
- Sieberding zu Iggensbach
- Siederding zu Hengersberg
- Siedersberg zu Hengersberg
- Simmetsreut zu Schöllnach
- Simmling zu Deggendorf
- Singerhof zu Plattling
- Sölden zu Bernried
- Solla zu Außernzell
- Sondorf zu Hunding
- Spichting zu Grattersdorf
- Staudach zu Winzer
- Staudachberg zu Bernried
- Stauffendorf zu Deggendorf
- Stegertswörth zu Offenberg
- Steinach zu Schöllnach
- Steinbühl zu Bernried
- Steinfürth zu Stephansposching
- Steining zu Auerbach
- Steinkirchen zu Stephansposching
- Steinreut zu Außernzell
- Steinriesl zu Deggendorf
- Stephansposching
- Stimmberg zu Offenberg
- Straching zu Schöllnach
- Straßermühl zu Bernried
- Stritzling zu Lalling
- Sulzbach zu Bernried

↑ Zurück zum Inhaltsverzeichnis

### T
- Tabertshausen zu Aholming
- Tabertshauserschwaig zu Aholming
- Taiding zu Schöllnach
- Tattenberg zu Deggendorf
- Thanhof zu Deggendorf
- Thann zu Schöllnach
- Thannberg zu Bernried
- Thannberg zu Deggendorf
- Thannberg zu Hengersberg
- Thannberg zu Künzing
- Thannet zu Aholming
- Thannholz zu Winzer
- Thundorf zu Osterhofen
- Tiefendobl zu Schöllnach
- Tradelsöhren zu Bernried
- Trainding zu Hengersberg
- Trupolding zu Schöllnach

↑ Zurück zum Inhaltsverzeichnis

### U
- Ucking zu Deggendorf
- Ufersbach zu Deggendorf
- Ulrichsberg zu Grafling
- Unterberg zu Schaufling
- Unterdippling zu Deggendorf
- Unterellenbach zu Hengersberg
- Unterfrohnstetten zu Hengersberg
- Untergessenbach zu Osterhofen
- Untergriesgraben zu Außernzell
- Untergrub zu Deggendorf
- Unterhirschberg zu Grafling
- Unterholzen zu Winzer
- Unterkager zu Bernried
- Unterkanetsberg zu Bernried
- Untermettenwald zu Metten
- Unternbach zu Auerbach
- Unternberg zu Künzing
- Unterprechhausen zu Grafling
- Unterreith zu Hengersberg
- Unterried zu Grafling
- Unterried zu Offenberg
- Untersimbach zu Hengersberg
- Untersteingrub zu Auerbach
- Untersteinhausen zu Auerbach
- Urding zu Lalling
- Urlading zu Schaufling
- Uttenhofen zu Stephansposching
- Uttenkofen zu Stephansposching
- Utting zu Auerbach
- Uttobrunn zu Metten

↑ Zurück zum Inhaltsverzeichnis

### V
- Viehdorf zu Hengersberg
- Viehhausen zu Osterhofen
- Vierhöfen zu Osterhofen
- Vorading zu Schöllnach
- Vorderherberg zu Auerbach
- Vorderreckenberg zu Winzer
- Vorderreit zu Auerbach
- Vordertausch zu Deggendorf
- Vorderweinberg zu Hengersberg

↑ Zurück zum Inhaltsverzeichnis

### W
- Wainding zu Auerbach
- Waldhaus zu Bernried
- Waldschaid zu Deggendorf
- Wallerdorf zu Künzing
- Wallerfing
- Walmering zu Hengersberg
- Waltersdorf zu Hengersberg
- Wangering zu Grattersdorf
- Wannersdorf zu Grattersdorf
- Wappersdorf zu Stephansposching
- Watzing zu Lalling
- Weghof zu Winzer
- Weibing zu Bernried
- Weickering zu Hengersberg
- Weidenbach zu Künzing
- Weiher zu Deggendorf
- Weiherhaus zu Bernried
- Weiking zu Grattersdorf
- Weinberg zu Deggendorf
- Weinberg zu Winzer
- Weingarten zu Offenberg
- Weißenstein zu Schöllnach
- Werafing zu Osterhofen
- Wessenhof zu Hengersberg
- Westermaning zu Iggensbach
- Wetzenbach zu Schaufling
- Wiesenberg zu Schöllnach
- Wildenforst zu Offenberg
- Willersbach zu Bernried
- Willing zu Osterhofen
- Wimpassing zu Metten
- Windhag zu Osterhofen
- Windsteig zu Bernried
- Winklarn zu Osterhofen
- Winsing zu Grattersdorf
- Winzer
- Wischlburg zu Stephansposching
- Wisselsing zu Osterhofen
- Woiding zu Lalling
- Wolferskofen zu Stephansposching
- Wolfstein zu Offenberg
- Wollmering zu Iggensbach
- Wotzmannsdorf zu Schaufling
- Wühn zu Grafling
- Wühnried zu Grafling
- Wulreiching zu Schaufling
- Würzing zu Grattersdorf
- Würzing zu Hengersberg

↑ Zurück zum Inhaltsverzeichnis

### Z
- Zainach zu Osterhofen
- Zaunstadt zu Bernried
- Zeitlarn zu Künzing
- Zeitldorf zu Metten
- Zellberg zu Bernried
- Zieglstadl zu Offenberg
- Zierberg zu Auerbach
- Zierbergau zu Auerbach
- Zilling zu Hengersberg
- Zolling zu Auerbach
- Zueding zu Hunding
- Zwieslerbruck zu Deggendorf

↑ Zurück zum Inhaltsverzeichnis